# Bolton v Stone
Bolton v Stone [1951] AC 850 ist eine Entscheidung des House of Lords zum englischen tort law im Bereich der Fahrlässigkeit. Die zu entscheidende Frage war, welche Anforderungen an die Wahrscheinlichkeit eines Schadenseintritts zu stellen seien, um als Verstoß gegen die duty of care zur Haftung des Schädigers zu führen. 

## Sachverhalt und Vorinstanzen

### Sachverhalt
Der Kläger wurde von einem Cricket-Ball getroffen, während er außerhalb des Spielfeldes des Beklagten stand. Der Ball hatte zuvor einen Weg von etwa 100 yard (etwa 92 Meter) zurückgelegt und einen 17 Fuß (etwa 5 Meter) hohen Zaun überquert. Ähnliche Vorfälle waren in den vergangenen dreißig Jahren nicht öfter als sechs Mal vorgefallen. Der Kläger verlangte Schadensersatz. Der Beklagte verteidigte sich damit, dass sein Verhalten nicht fahrlässig sei, da ein solcher Unfall zu unwahrscheinlich gewesen sei, als dass Vorsichtsmaßnahmen hätten ergriffen werden müssen. 

## Entscheidung des House of Lords
Das House of Lords entschied sich am 10. Mai 1951 gegen ein Urteil zugunsten des Klägers. Lord Reid, der das leading judgment schrieb, begründete dies damit, dass es nicht allein auf die Vorhersehbarkeit des Schadens ankommen, sondern auch darauf, ob der Schaden ausreichend wahrscheinlich und ausreichend schwer sei, dass am objektiven Maßstab des reasonable man gemessen, die Notwendigkeit bestehe, Vorsichtsmaßnahmen zu ergreifen. 